# Staatliches Museum für Archäologie Chemnitz
Das Staatliche Museum für Archäologie Chemnitz (abgekürzt smac) ist das archäologisch-kulturhistorische Landesmuseum des Freistaates Sachsen in Chemnitz. Es wurde am 15. Mai 2014 im ehemaligen Kaufhaus Schocken eröffnet und ist die Nachfolgeinstitution des Landesmuseums für Vorgeschichte Dresden. Das Staatliche Museum für Archäologie Chemnitz ist Teil des Landesamtes für Archäologie Sachsen.
Mit der Eröffnung des Museums verfügt Sachsen erstmals über eine Dauerausstellung zur Landesarchäologie. Sie umfasst 300.000 Jahre menschlicher Geschichte in Sachsen und endet mit der Zeit der Industrialisierung. Drei kleinere Ausstellungen sind der Geschichte des Kaufhauses, dem Kaufhausgründer Salman Schocken und dem Architekten des Gebäudes Erich Mendelsohn gewidmet.

## Dauerausstellung

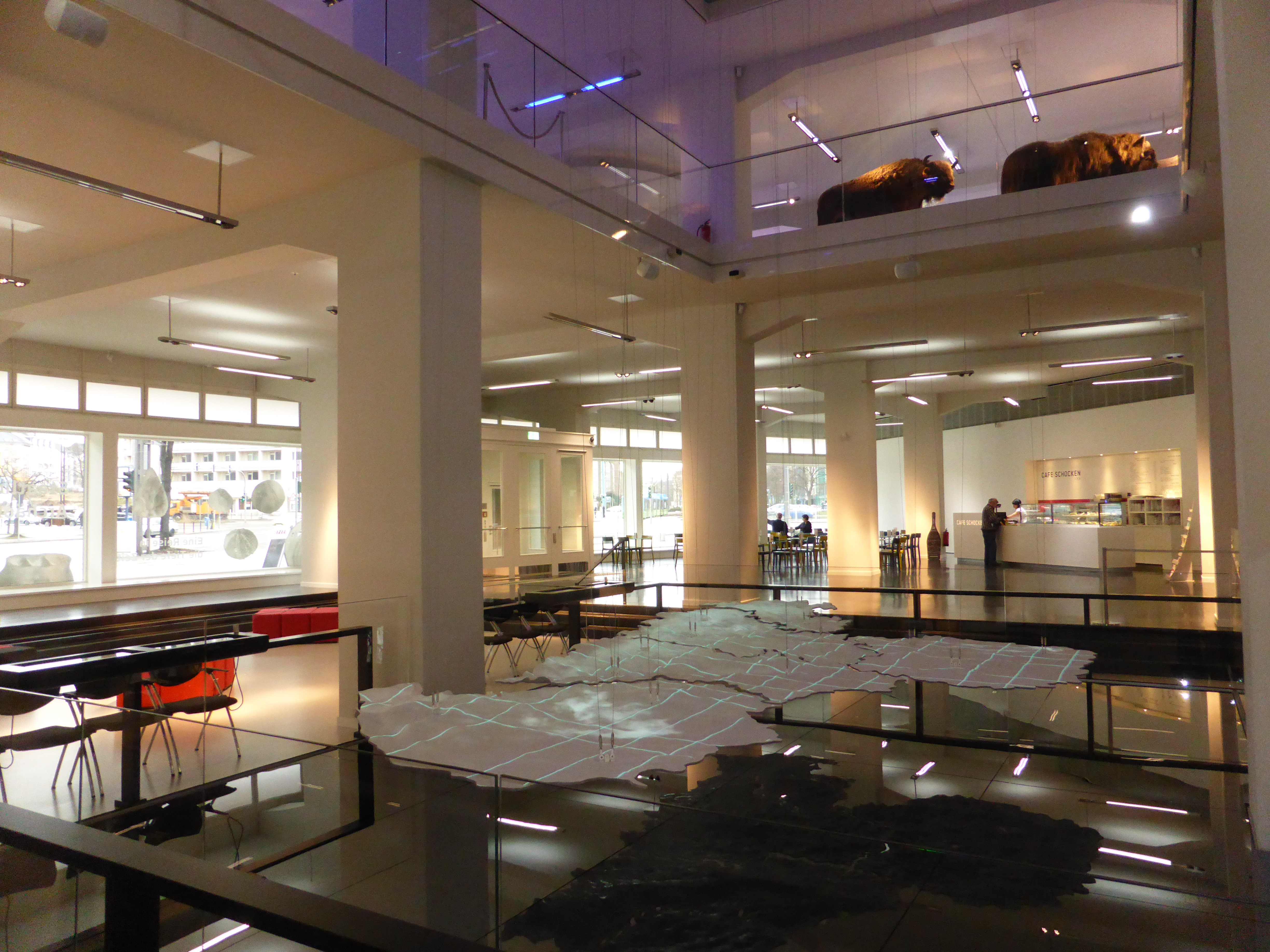
Die kinetische Skulptur im Foyer des smac setzt sich aus fünf verschiedenen Teilen zusammen. Über Touchscreens können individuelle Informationen abgerufen werden.

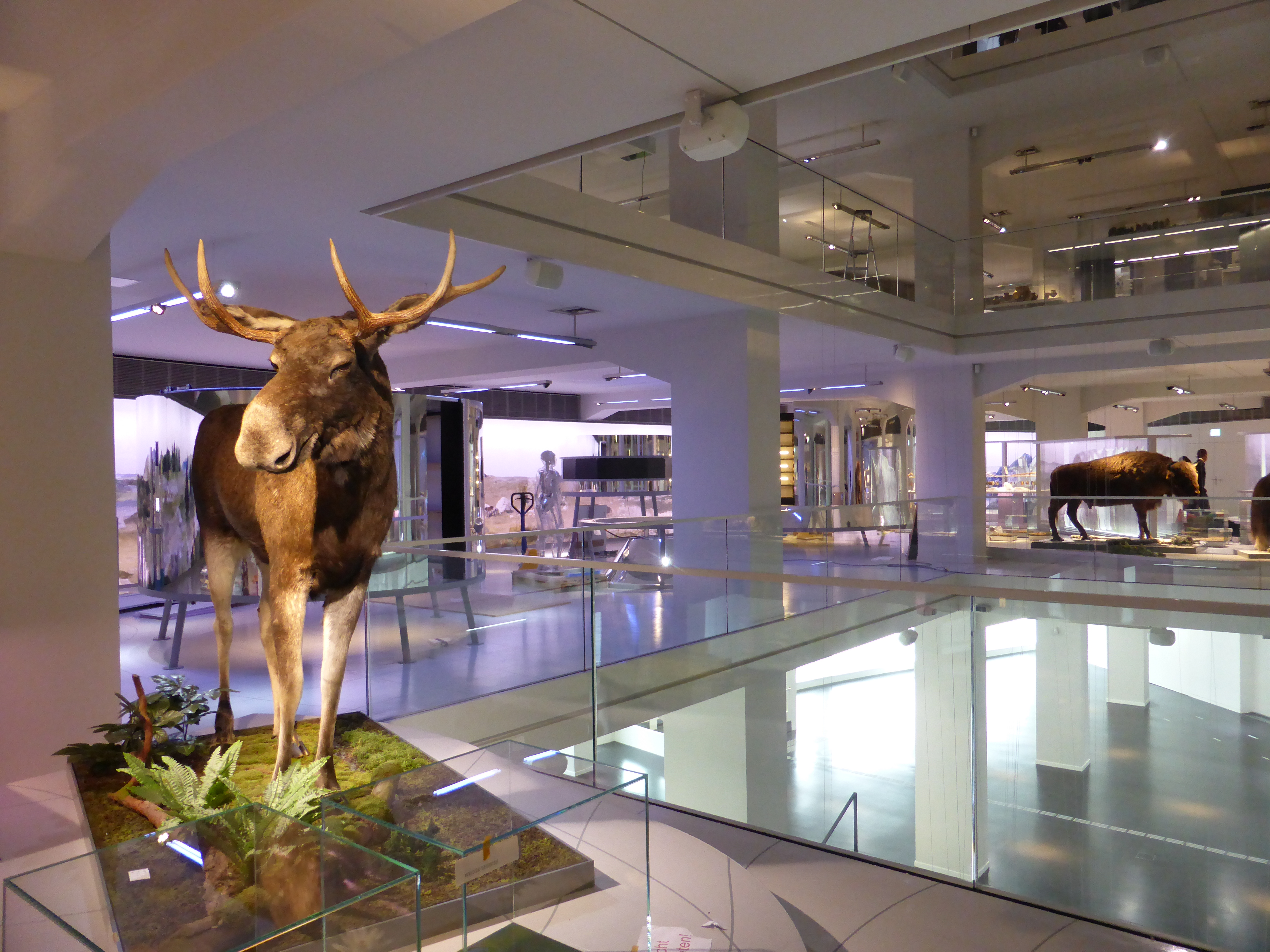
Blick in die 1. Etage der archäologischen Dauerausstellung. Im Hintergrund ist der Gläserne Neandertaler zu sehen.

Auf etwa 3000 m² wird in einer 3-etagigen Ausstellung die Entwicklung Sachsens von der Zeit der ersten Jäger und Sammler bis zur beginnenden Industrialisierung dargestellt.
Die erste Etage deckt mit fast 300.000 Jahren den längsten Zeitabschnitt der archäologischen Dauerausstellung ab. Die ältesten Steinwerkzeuge der mittleren Altsteinzeit stammen vom Fundplatz Markkleeberg. Die Pferdedarstellungen auf dem Schieferplättchen vom Fundplatz Groitzsch bei Eilenburg im Landkreis Nordsachsen sind mehr als 12.000 Jahre alt. Zusätzliche Informationen finden sich zur Klimageschichte, Evolution, Anthropologie, Zoologie, Genetik und Anatomie. In Kooperation mit dem Leipziger Max-Planck-Institut für evolutionäre Anthropologie entstand ein Museumslabor, in dem die Unterschiede zwischen den Neandertalern und den heute lebenden Menschen verdeutlicht werden. Eine Besonderheit der ersten Etage ist der „Gläserne Neandertaler“. Er erinnert an den Gläsernen Menschen im Deutschen Hygiene-Museum in Dresden.
Die zweite Ausstellungsetage zeigt die Bauernkulturen von der Jungsteinzeit (5500 v. Chr.) bis zum frühen Mittelalter (800 n. Chr.). Ausgestellt wird die 7000 Jahre alte Holzeinfassung des bandkeramischen Brunnens bei Zwenkau, einem der ältesten Holzbauten Europas. Bemerkenswert sind die vollständig erhaltenen mit Rindenbast und Pech verzierten Keramikgefäße aus dem jungsteinzeitlichen Brunnen von Altscherbitz bei Leipzig. Die älteste Tonfigur Mitteleuropas mit eindeutig männlichen Geschlechtsmerkmalen aus Zschernitz befindet sich neben der Venus von Zauschwitz, einem weiblichen Idol aus dem frühen Neolithikum. Die sächsische Bronzezeit (2200–800 v. Chr.) bietet mit ihren schatzfundähnlichen Depots, z. B. den bronzezeitlichen Depots von Kyhna und Dobritz, einen weiteren Höhepunkt der Ausstellung. Wie sich die Menschen während der Eisenzeit (800–450 v. Chr.) und der Römischen Kaiserzeit (0–375 n. Chr.) kleideten, erfährt der Besucher anhand einer Spiegelinstallation. Diese verwandelt das Spiegelbild in einen bekleideten und voll ausgestatteten eisen- bzw. kaiserzeitlichen Menschen.

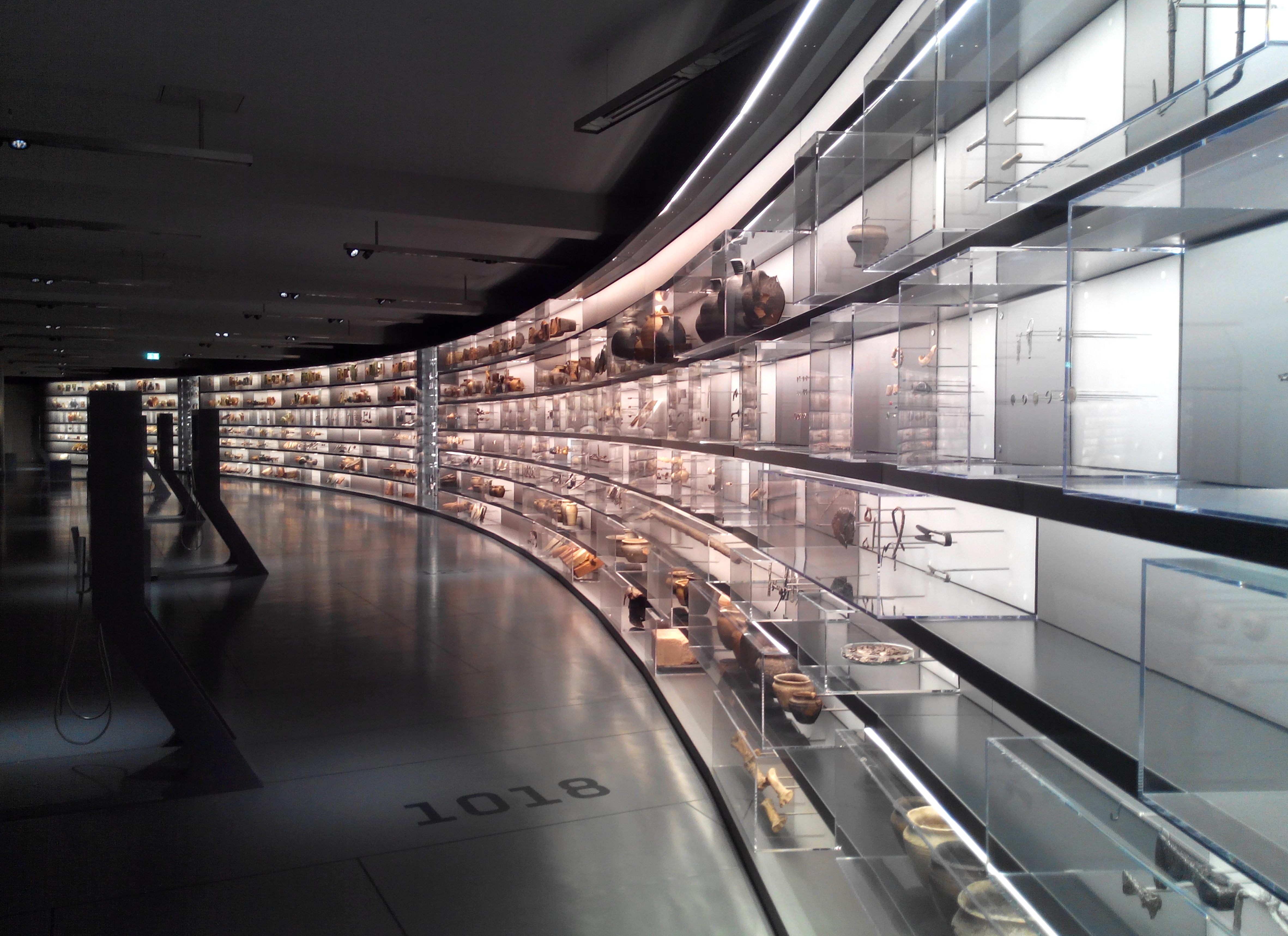
In der Alltagswand in der 3. Etage der archäologischen Dauerausstellung veranschaulichen mehr als 1200 Gegenstände aus sächsischen Stadtkerngrabungen die mittelalterliche Lebenswelt.

Einen Einblick in die mittelalterliche Lebenswelt bietet die etwa 40 Meter lange Rückwand in der dritten Ausstellungsetage mit ihrer Präsentation von 1200 Alltagsgegenständen aus sächsischen Stadtkerngrabungen. Mit seinem prägenden Einfluss auf die sächsische Geschichte rückt der Bergbau als Ausstellungsthema dieser Etage in den Mittelpunkt. In einer „Schatzkammer der schriftlichen Überlieferung“ erhält das Hauptstaatsarchiv Dresden als Kooperationspartner ein Schaufenster für die Präsentation seines ansonsten in Archiven verborgenen Bestandes. Der Rundgang durch die archäologische Dauerausstellung endet im Jahr 1839 mit der Inbetriebnahme der Eisenbahnstrecke von Leipzig nach Dresden.
In den separaten Erkerbereichen befinden sich entlang der geschwungenen Fensterfront weitere Dauerausstellungen. In der ersten Etage werden anhand von Architekturmodellen und Dokumenten Leben und Werk des Architekten Erich Mendelsohns dargestellt. Die zweite Etage widmet sich der Geschichte des Chemnitzer Kaufhauses Schocken, seiner Bedeutung für Sachsen und seiner Vernetzung in der jüdischen Gemeinde. Kaufhausmitbegründer Salman Schocken als leidenschaftlicher Sammler von Büchern und Handschriften des Judentums wird im dritten Obergeschoss dargestellt.
Ein durch alle drei Etagen der Dauerausstellung schwebendes Landschaftsmodell von Sachsen befindet sich in der Mitte des Hauses. Das über Videoprojektionen veränderbare Relief kann sich in verschiedene Landesregionen auflösen und wieder zusammensetzen. Es zeigt unterschiedliche historische Zustände des Landes.
Im Erdgeschoss können die Besucher über einen interaktiven Handlauf individuelle Informationen abrufen. Eine Bespielung ist auch auf der Unterseite der Landschaftsteile über einen in den Boden eingelassenen Spiegel möglich.

## Geschichte des ehemaligen Kaufhauses Schocken

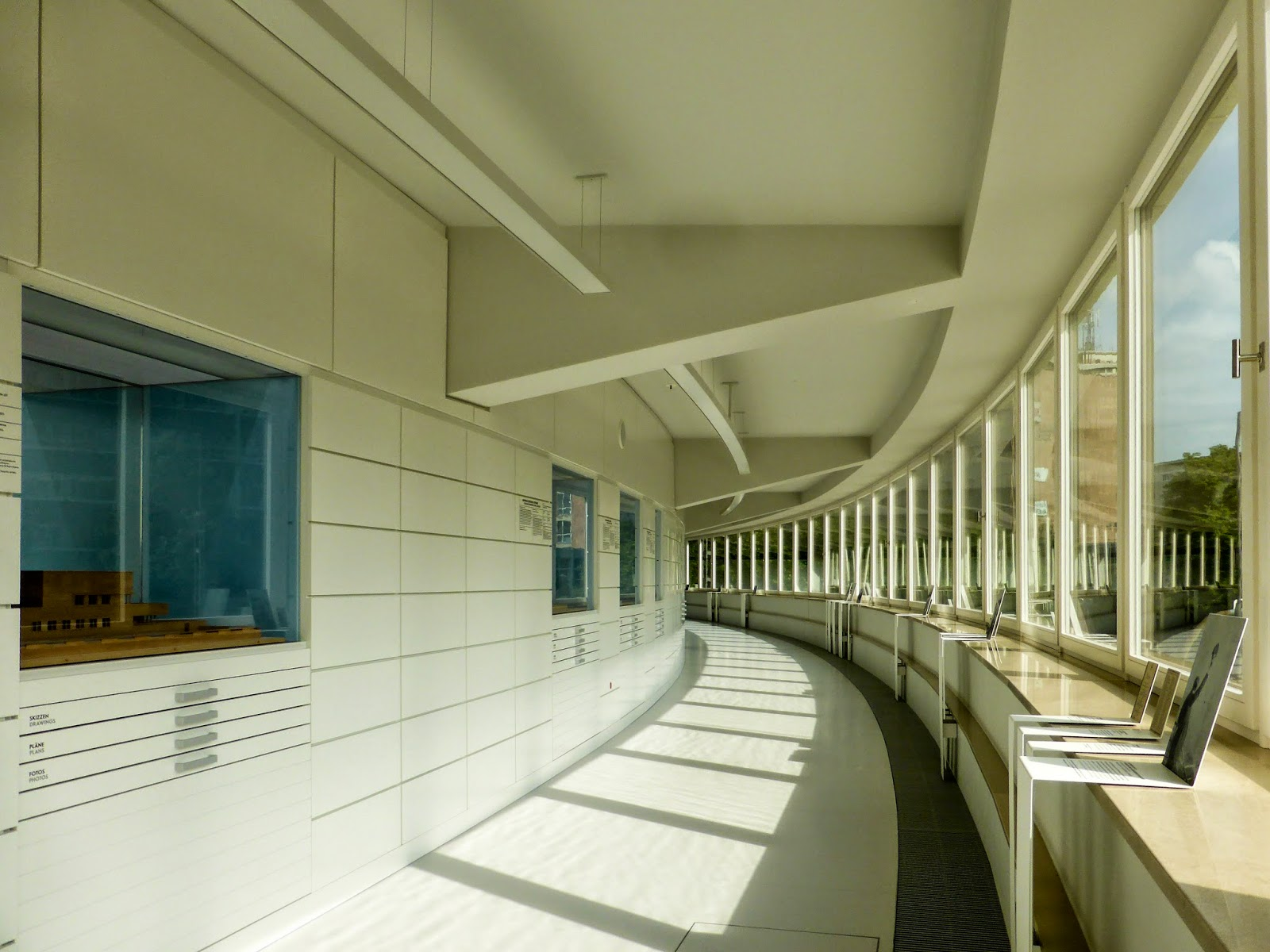
Blick in den Erkerbereich in der 1. Etage mit der geschwungenen Fensterfront. Hier befindet sich die Dauerausstellung zu Erich Mendelsohn mit Architekturmodellen und Dokumenten zu Leben und Werk des Architekten.

Entworfen und geplant wurde der Bau Ende der 1920er Jahre von Erich Mendelsohn als Kaufhaus für den Einzelhandelskonzern der Brüder Schocken. Baubeginn war im Juli 1929; am 15. Mai 1930 wurde es eröffnet. Das Kaufhaus wurde mit über 700 Mitarbeitern zu einem bedeutenden Wirtschaftsfaktor in der Stadt Chemnitz.
Das Kaufhaus Schocken wurde 1933 vom Chemnitzer Kampfbund für den gewerblichen Mittelstand auf die Liste der Geschäfte gesetzt, die von der Bevölkerung gemieden werden sollten. Die Familie Schocken wurde nach den Novemberpogromen 1938 enteignet und musste nach Palästina bzw. in die USA emigrieren. Am 9. Dezember 1938 erfolgte die Umbenennung des Unternehmens in Merkur Kaufstätte Aktiengesellschaft, unter der das Warenhaus ab 1. Januar 1939 firmierte.
Nach Kriegsende wurde die Merkur Kaufstätte AG enteignet. In das nur wenig beschädigte Kaufhaus zogen die Landesversicherungsanstalt, die Volkssolidarität und die Konsumgenossenschaft Chemnitz ein. Die Konsumgenossenschaft gab im Oktober 1950 das Kaufhaus auf. Anfang 1952 erfolgte die Übernahme des Gebäudes durch die HO. Mit Jahresbeginn 1965 wurde das Warenhaus der neu gegründeten Vereinigung Volkseigener Warenhäuser Centrum mit Sitz in Leipzig angeschlossen. Die ehemaligen Kaufhäuser Tietz und Schocken firmierten fortan als Centrum-Warenhäuser. Im Februar 1991 übernahm die Kaufhof Warenhaus AG das Warenhaus, veräußerte es jedoch später wieder. Nach einem längeren Leerstand ab 2001 begannen 2010 die Umbauarbeiten zum Archäologiemuseum. Bauherr war die PVG Projektierungs- und Verwaltungsgesellschaft Schocken mbH. Der umfassende Umbau erfolgte durch die Arbeitsgemeinschaft der Architekten Auer Weber Stuttgart und Knerer und Lang Dresden. Die Ausstellungsgestaltung realisierte Atelier Brückner Stuttgart.

## Sonderausstellungen
Für Sonderausstellungen steht die vierte Ebene mit 1000 Quadratmetern zur Verfügung. Zusätzlich werden Sonderausstellungen seit 2019 durch das eigene digitale Format smac+ (smac Plus) auch dauerhaft online präsentiert.
- Den Auftakt des Sonderausstellungsprogramms bildete das Thema Salz der Hallstattzeit. Vom 3. Juli 2015 bis zum 17. Januar 2016 wurde am Beispiel des archäologischen Fundplatzes Hallstatt im Salzkammergut in Oberösterreich die 7000 Jahre alte Geschichte und Bedeutung der Salzgewinnung und -verarbeitung dargestellt.[10] Die Ausstellung „SALZ BERG WERK. Schatzkammer der Alpen“ wurde ursprünglich für das Naturhistorische Museum Wien konzipiert und gelangte in Zusammenarbeit mit dem Ausstellungsbüro MuseumsPartner nach Chemnitz.[11]

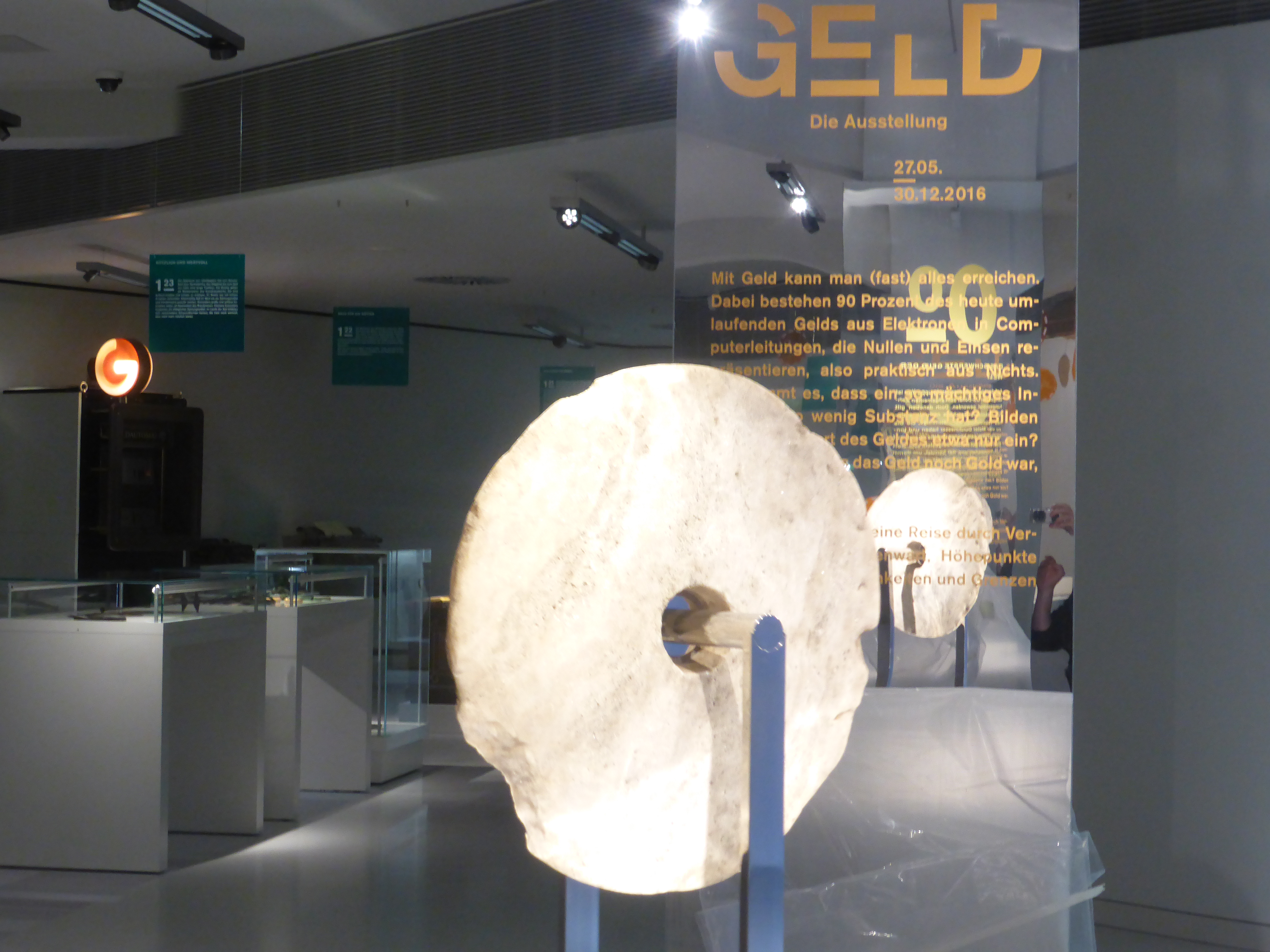
Sonderausstellung GELD

- Vom 27. Mai bis zum 30. Dezember 2016 zeigte das smac die Sonderausstellung GELD.[12] Die Ausstellung gliederte sich in drei Themenbereiche: „Formen des Geldes“, „Was machen wir mit Geld?“ bzw. „Was macht Geld mit uns“ sowie der „Finanzkrise ab 2007“. Die Gestaltung übernahm das Szenografiebüro chezweitz aus Berlin.[13]
- Vom 31. März bis zum 20. August 2017 war die Sonderausstellung „Schätze der Archäologie und Kultur Vietnams“ zu sehen.[14] Die kulturgeschichtliche Schau zeigte die bedeutendsten archäologischen Entdeckungen der letzten 50 Jahre wie z. B. der hinduistischen Tempelstadt My Son und dem Kaiserpalast Thang Long in Hanoi. Sie wurde vom LWL-Museum für Archäologie Herne, vom Staatlichen Museum für Archäologie Chemnitz und den Reiss-Engelhorn-Museen Mannheim in Zusammenarbeit mit der Kommission für Archäologie Außereuropäischer Kulturen des Deutschen Archäologischen Instituts (DAI) entwickelt.[15]
- „Tod & Ritual“ war der Titel der Sonderausstellung vom 16. November 2017 bis 21. Mai 2018. Ausgehend vom prähistorischen Gräberfeld Niederkaina bei Bautzen in der Oberlausitz wurden vorgeschichtliche Bestattungsrituale in Szene gesetzt. Die Ausstellung beschäftigte sich mit dem Verhältnis zum Tod in unserer Gesellschaft sowie mit der Zukunft der Bestattungskultur.[16] Die Ausstellungsgestaltung übernahm Gourdin & Müller Büro Leipzig.[17]
- „Leben am Toten Meer“ war vom 27. September 2019 bis 12. Juli 2020 eine Sonderausstellung, die sich nach Angaben des Museums als erste in Deutschland, Europa und darüber hinaus der Archäologie und Geschichte des Toten Meeres widmet.[18] Die Ausstellung stellt diese Kulturlandschaft entlang der Themenpfade „Natur und Subsistenz“, „Wellness“, „Mobilität“, „Höhlen, Dörfer, Städte“, „Macht und Ohnmacht“ und „Kult und Religion“ sowie „Textilien“ und „Forschen“ vor.
- „Die Stadt. Zwischen Skyline und Latrine“ war vom 1. April 2021 bis 26. September 2021 eine Sonderausstellung, die die Stadt als weltweites Phänomen vorstellt.[19] Die Ausstellung präsentiert das Thema anhand von vier Leitfragen „Wie entsteht unser Bild der Stadt?“, „Wie wird die Stadt gebaut?“, „Wie leben wir in der Stadt?“, „Wem gehört die Stadt?“
- „Chic! Schmuck. Macht. Leute“ war vom 1. April 2022 bis 28. August 2022 eine Sonderausstellung, die das Schmücken des menschlichen Körpers als menschliches Grundbedürfnis begreift und vorstellt.[20] Die Ausstellung präsentiert das Thema anhand von fünf Bereichen „Körpermodifikationen“, „Herstellung und Material“, „Mode und Accessoires“, „Status und Bedeutung“ sowie „Schatzkammer“.
- „home sweet home“ war vom 26. Oktober 2023 bis 28. April 2024 eine Sonderausstellung, die die Archäologie des Wohnens von ihren Anfängen bis heute vorstellte.[21] Die Ausstellung präsentierte das Thema anhand von acht Bereichen „Prolog“, „Küche“, „Vorratskammer“, „Wohnzimmer“, „Bad“, „Nippes“, „Schlafzimmer“ sowie „Epilog“.
- „Silberglanz und Kumpeltod. Die Bergbauausstellung“ wird seit dem 25. Oktober 2024 bis 29. Juni 2025 als Sonderausstellung zu Archäologie und Geschichte des Bergbaus von seinen Anfängen bis heute gezeigt.[22] Die Ausstellung präsentiert das Thema anhand von sechs Bereichen „Prolog“, „Wissen und Können“, „Macht und Reichtum“, „Ausbeutung“, „Die Eingeweihten“ sowie „Epilog“. Diese Ausstellung ist der Beitrag des smac zum Kulturhauptstadtjahr Chemnitz 2025.

## Auszeichnungen
Für das Ausstellungskonzept des Staatlichen Museums für Archäologie in Chemnitz erhielten die drei Verantwortlichen am 19. Januar 2015 einen mit insgesamt 6000 Euro dotierten Museumspreis. Verliehen wurde der Preis des hbs kulturfonds der Niedersächsischen Sparkassenstiftung an Ausstellungsmacher Thomas Spring, Kreativdirektor Uwe R. Brückner und Museumsdirektorin Sabine Wolfram.
Im September 2018 bekam das smac in Aarhus außerdem den DASA-Award der European Museum Academy. Die Jury lobte „das klare Konzept, die Erzählung/storyline und das exzellente Design“.
Die Ausstellungsgestaltung und das zeitdynamische Sachsenmodell im smac wurden 2015 mit fünf internationalen Design-Preisen prämiert:
- Beim Wettbewerb des Art Directors Club für Deutschland erhielt das zeitdynamische Sachsenmodell den bronzenen Nagel in der Kategorie „Kommunikation im Raum | Themenbezogene Installation / Exponat“.[26]
- Beim New York Festival bekam das schwebende Sachsenmodell den dritten Preis in der Kategorie Offline-Design.[26]
- The One Club vergab den „Bronzenen Stift“ an das zeitdynamische Sachsenmodell.[27]
- Für seine Ausstellungsgestaltung des Staatlichen Museums für Archäologie Chemnitz erhielt das Stuttgarter Gestaltungsbüro Atelier Brückner 2015 den Red Dot Design Award. Ausgezeichnet wurde die herausragende Kreativleistung in der Kategorie „spatial communication | exhibition design“ (Kommunikation im Raum | Ausstellungsdesign).[28]
- Beim FAMAB Award 2015 wurde das „Zeitdynamische Sachsenmodell“ mit dem Silbernen Apfel prämiert.[29]

## Museumsverein
Der Verein Freunde des smac e. V. fördert das Staatliche Museum für Archäologie Chemnitz. Er tritt dafür ein, das Geschichtsverständnis in der Öffentlichkeit zu erweitern und zu vertiefen. Vereinsziele sind unter anderem die Unterstützung von Sonderausstellungen, Bildungs- und museumspädagogischen Veranstaltungen.

## Inklusion
Das smac ist im Bereich der Inklusion eines der Museen Deutschlands, das sich nicht nur bemüht, die bauliche Barrierefreiheit zu gewährleisten, sondern auch die inhaltliche Erschließung der Dauerausstellung voranzutreiben. Neben einem taktilen Rundgang mit deskriptiven Audioguide gibt es regelmäßige Angebote für Nutzende der Deutschen Gebärdensprache und der Leichten Sprache. Für Menschen mit psychischen Beeinträchtigungen bietet das smac die Stille Stunde an, in der akustische und visuelle Reize weitgehend abgestellt werden. Seit 2019 werden auch die Sonderausstellungen des smac regelhaft inklusiv gestaltet.

### Sonderausstellungen (Auswahl)
- Andreas Reinecke: Schätze der Archäologie Vietnams. Begleitband zur Sonderausstellung. Hrsg.: LWL-Museum für Archäologie Herne, Staatliches Museum für Archäologie Chemnitz, Curt-Engelhorn-Stiftung für die Reiss-Engelhorn-Museen Mannheim, Deutschen Archäologischen Institut Berlin/Bonn. Nünnerich-Asmus Verlag, Mainz 2016, ISBN 978-3-945751-44-2.
- Jens Beutmann, Jasmin Kaiser, Gabriela Manschus, Sabine Wolfram (Hrsg.): Tod & Ritual. Kulturen von Abschied und Erinnerung. smac, Landesamt für Archäologie Sachsen, Dresden 2017, ISBN 978-3-943770-31-5.
- Martin Peilstöcker, Sabine Wolfram (Hrsg.): Leben am Toten Meer. Archäologie aus dem Heiligen Land. smac, Landesamt für Archäologie Sachsen, Dresden 2019, ISBN 978-3-943770-47-6.
- Sabine Wolfram, Jens Beutmann (Hrsg.): Die Stadt. Zwischen Skyline und Latrine. Ein Reiseführer durch die Ausstellung mit Rundgängen, Tipps und Karten. smac, Landesamt für Archäologie Sachsen, Dresden 2020, ISBN 978-3-943770-60-5.
- Karina Iwe, Yvonne Schmuhl, Sabine Wolfram (Hrsg.): Chic! Schmuck. Macht. Leute. smac, Landesamt für Archäologie Sachsen, Dresden 2022, ISBN 978-3-943770-67-4.
- Christina Michel, Sabine Wolfram (Hrsg.): home sweet home. Archäologie des Wohnens. smac, Landesamt für Archäologie Sachsen, Dresden 2023, ISBN 978-3-943770-80-3.
- Jens Beutmann, Anton Gontscharov, Christian Landrock, Sabine Wolfram (Hrsg.): Silberglanz und Kumpeltod. Die Bergbauausstellung. smac, Landesamt für Archäologie Sachsen, Dresden 2024, ISBN 978-3-943770-83-4.